# Lucie Prioux
Lucie Prioux (21 de julio de 1997) es una deportista francesa que compite en piragüismo en la modalidad de eslalon.
Ganó una medalla de bronce en el Campeonato Mundial de Piragüismo en Eslalon de 2018 y cuatro medallas en el Campeonato Europeo de Piragüismo en Eslalon entre los años 2018 y 2021.

## Palmarés internacional
| Campeonato Mundial | Campeonato Mundial      | Campeonato Mundial | Campeonato Mundial |
| Año                | Lugar                   | Medalla            | Competición        |
| ------------------ | ----------------------- | ------------------ | ------------------ |
| 2018               | Río de Janeiro (Brasil) | Medalla de bronce  | C1 por equipos     |
| Campeonato Europeo |                         |                    |                    |
| Año                | Lugar                   | Medalla            | Competición        |
| 2018               | Praga (República Checa) | Medalla de plata   | C1 por equipos     |
| 2020               | Praga (República Checa) | Medalla de bronce  | C1 individual      |
| 2020               | Praga (República Checa) | Medalla de bronce  | C1 por equipos     |
| 2021               | Ivrea (Italia)          | Medalla de bronce  | C1 por equipos     |